# Choroba Osgooda-Schlattera
Choroba Osgooda-Schlattera (łac. morbus Osgood-Schlatter, nazwy historyczne: necrosis aseptica tuberositas tibiae – jałowa martwica guzowatości piszczeli, apophysitis tuberositatis tibiae) – aseptyczne zapalenie guzowatości kości piszczelowej, zapalenie guzowatości k. piszczelowej. Choroba należąca do grupy chorób urazowych rosnącego kośćca.
Choroba została po raz pierwszy opisana w roku 1903 niezależnie przez Roberta Bayley Osgooda, amerykańskiego chirurga ortopedę oraz Carla B. Schlattera, szwajcarskiego chirurga.

## Etiologia
Może występować jedno- lub dwustronnie (częściej jednostronnie). Choroba trwa od kilku miesięcy do kilku lat, w zależności od typu. Choroba polega na uszkodzeniu w różnym stopniu jądra kostnienia nasadowej części guzowatości kości piszczelowej. Elementami towarzyszącymi chorobie jest obrzęk i wzmożone unaczynienie więzadła rzepki, chrząstki powlekającej jądro kostnienia, tkanek kaletki podrzepkowej głębokiej. Typ I – wewnętrzne uszkodzenie jądra kostnienia bez naruszenia ciągłości chrząstki, w której jądro się znajduje. Typ II – uszkodzenie jądra kostnienia ze złamaniem chrząstki poza polem przyczepu więzadła rzepki. Typ III – uszkodzenie jądra kostnienia ze złamaniem chrząstki w polu przyczepu więzadła rzepki.

## Epidemiologia
Choroba występuje u dzieci w okresie przed zakończeniem wzrostu kośćca. Najczęściej występuje w okresie dojrzewania u dzieci uczestniczących w sportach mających elementy biegania, skakania oraz szybkich zmian kierunku poruszania się (np.: rugby, piłka nożna, koszykówka, łyżwiarstwo, balet itd.).
Choroba częściej występuje u chłopców, jednakże występowanie choroby u dziewcząt zwiększa się proporcjonalnie do zwiększania się zaangażowania dziewcząt w aktywnościach sportowych. Grupy wiekowe najczęstszego występowania choroby różnią się w zależności od płci, ponieważ pokwitanie u dziewcząt zaczyna się wcześniej niż u chłopców. Choroba najczęściej występuje u chłopców w wieku od 13 do 14 lat, a u dziewcząt w wieku od 11 do 12 lat.

## Objawy i przebieg
Objawem choroby jest ból w okolicy guzowatości kości piszczelowej, nasilający się podczas wysiłku i ucisku.

## Leczenie
Leczenie jest objawowe i sprowadza się do stosowania rozciągania mięśnia czworogłowego uda, chłodzenia i niesterydowych leków przeciwzapalnych. W fazie aktywnej przebudowy jądra kostnienia aktywność sportowa powinna zostać ograniczona do minimum.